# 악질경찰 (2019년 영화)
《악질경찰》은 2019년에 개봉한 대한민국의 영화이다.

## 줄거리
안산단원경찰서 소속 조필호(이선균)는 악질 중의 악질 형사이다. 기철(정가람)을 내세워 ATM을 터는 등 범죄행위도 마다하지 않던 그는 급하게 목돈이 필요해 경찰 압수창고를 털 계획을 세운다. 그런데 의문의 폭발사고가 나고 기철이 죽는다. 조필호가 용의자로 검찰의 수사선상에도 오른다. 위기에서 벗어나기 위해 사건을 쫓던 중, 폭발사건의 증거를 가진 고등학생 미나(전소니)와 엮이게 되고 엄청난 거악에 마주하게 된다.

## 캐스팅
- 이선균 : 조필호 역
- 전소니 : 미나 역
- 박해준 : 권태주 역
- 송영창 : 정이향 역
- 박병은 : 남성식 역
- 임형국 : 지원부 역
- 김민재 : 김민재 역

## 기타 출연진
- 권한솔 : 소희 역
- 남문철 : 강력팀장 역
- 임철수 : 깁스 역
- 정가람 : 한기철 역
- 박소은 : 송지원 역
- 오창경 : 야매산부인과 역
- 김정우 : 송진규 역
- 황리한 : 철종 역
- 장태민 : 강력팀원 1 역
- 한동원 : 강력팀원 2 역
- 장율 : 강력팀원 3 역
- 안지현 : 강력팀 여경 역
- 송용호 : 진압반장 역
- 오희준 : 뽕쟁이 역
- 허린 : 태성여가드 역
- 진우진 : 태성가드 1 역
- 지화섭 : 태성가드 2 역
- 김효민 : 태성가드 3 역
- 황보정일 : 곰 역
- 이도국 : 내사과 동료 역
- 새미 래피 : 아짐 역
- 정재성 : 검시관 역
- 송요셉 : 정보과 역
- 선욱현 : 취객 역
- 김곽경희 : 새싹빌라 아줌마  역
- 김호연 : 모텔 여주인 역
- 염문경 : 반도체 여직원 / 기자 1 역
- 심영민 : 재단사 역
- 박성희 : 앵커 역
- 윤지온 : 의경 1 역
- 이종혁 : 의경 2 역
- 남태부 : 뽕쟁이친구 역
- 이원 : 검찰 1 역
- 송부건 : 검찰 2 역
- 권오상 : 검찰 3 역
- 이창호 : 횟집 주인 역
- 김인숙 : 횟집 주인 와이프 역
- 민대식 : 태성그룹 사회자 역
- 양현진 : 깁스패거리 1 역
- 염선식 : 깁스패거리 2 역
- 권정민 : 기자 2 역
- 문지홍 : 고삐리 1 역
- 강동우 : 고삐리 2 역
- 이형구 : 고삐리 3 역
- 양준석 : 고삐리 4 역
- 한정훈 : 고삐리 5 역
- 김연주 : 여자도우미 1 역
- 윤선혜 : 여자도우미 2 역
- 김정수 : 경찰청장 역
- 김원식 : 소방서장 역
- 김문찬 : 동승경찰 역
- 메라프릴 그라바도어 : 동남아 임산부 1 역
- 로지 페랄타 : 동남아 임산부 2 역
- 더 제이 연 : 동남아 임산부 3 역
- 이화연 : 아파트 경비원 역
- 송재생 : 간호사 역
- 송영섭 : 에쿠스 주인 역
- 노희중 : 내사과 2 역
- 이주한 : 내사과 3 역
- 임종훈 : 당직경찰 1 역
- 이정철 : 당직경찰 2 역
- 이한누리 : 쇼핑몰 여고생 역
- 정영도 : 남앵커 (목소리) 역
- 최정운 : 왕사장 부인 (목소리) 역
- 이유영 : 양희숙 역 (특별출연)
- 장영승 : 민간잠수사 역 (특별출연)

## 제작진
- 감독: 이정범
- 각본: 이정범
- 원안: 임범
- 제작: 김조광수, 심현우, 김성우
- 제작사: 청년필름, 다이스필름
- 배급: 워너브러더스코리아

## 같이 보기
- 2019년 대한민국의 영화 목록